# Cerkiew Zaśnięcia Najświętszej Marii Panny w Gajach
Cerkiew Zaśnięcia Najświętszej Marii Panny w Gajach – parafialna cerkiew greckokatolicka znajdująca się w Gajach.

## Historia obiektu
Cerkiew zbudowano w latach 1996–1999 z inicjatywy proboszcza w Chotyńcu Bogdana Stepana na potrzeby miejscowych grekokatolików z gminy Stubno i gminy Radymno. 27 września 1999 konsekracji nowej świątyni dokonał abp Jan Martyniak.

## Galeria

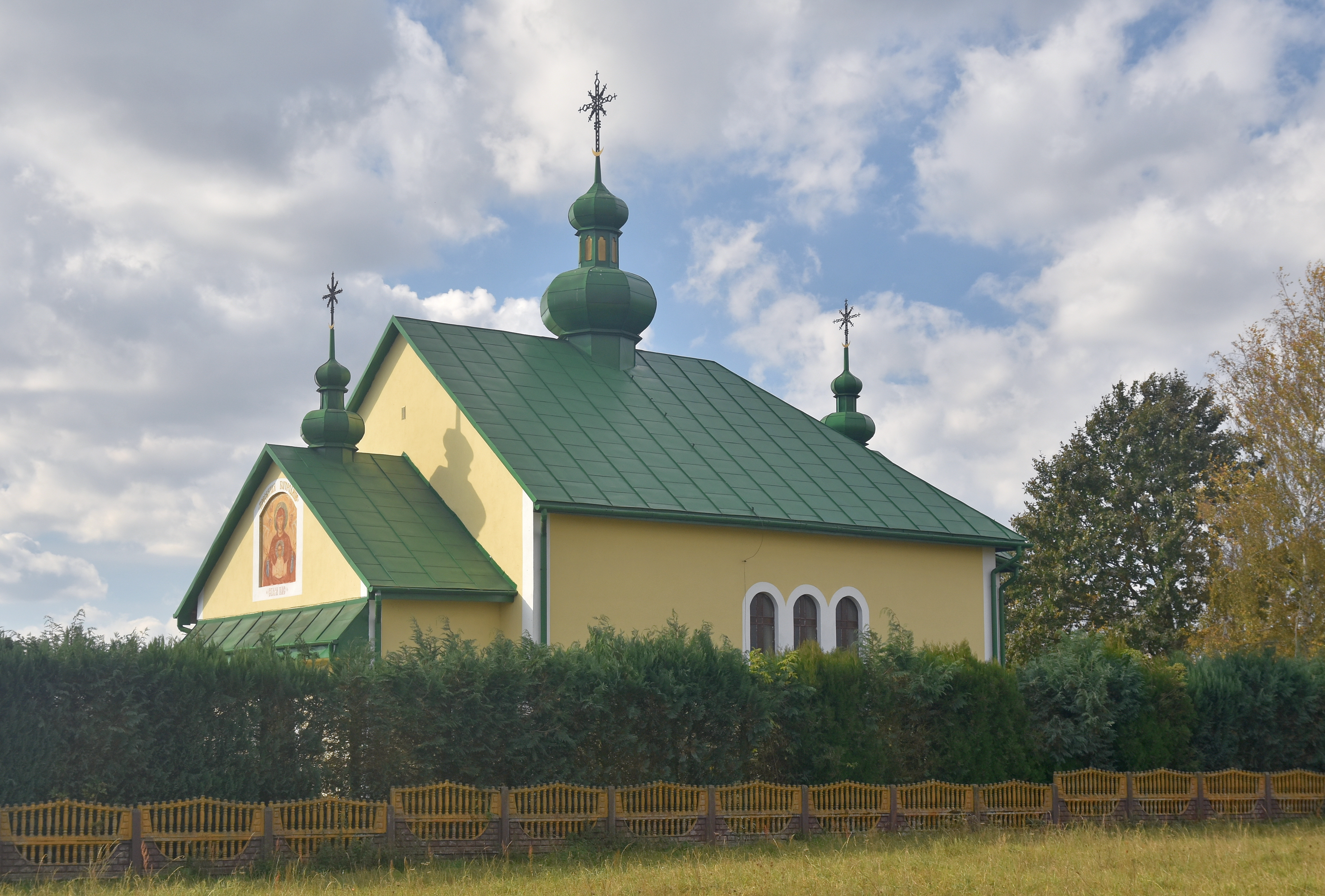
Elewacja boczna
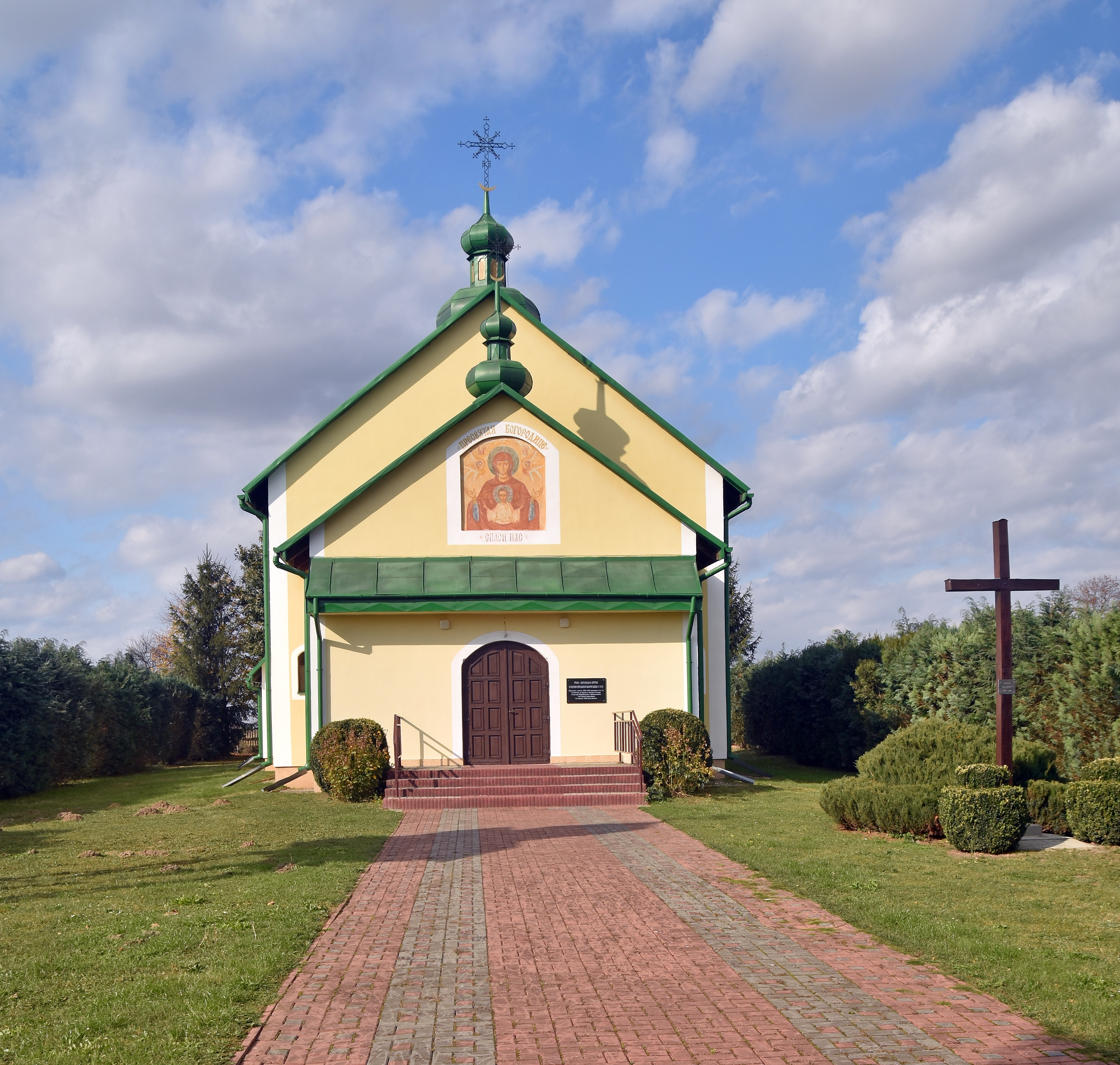
Elewacja frontowa
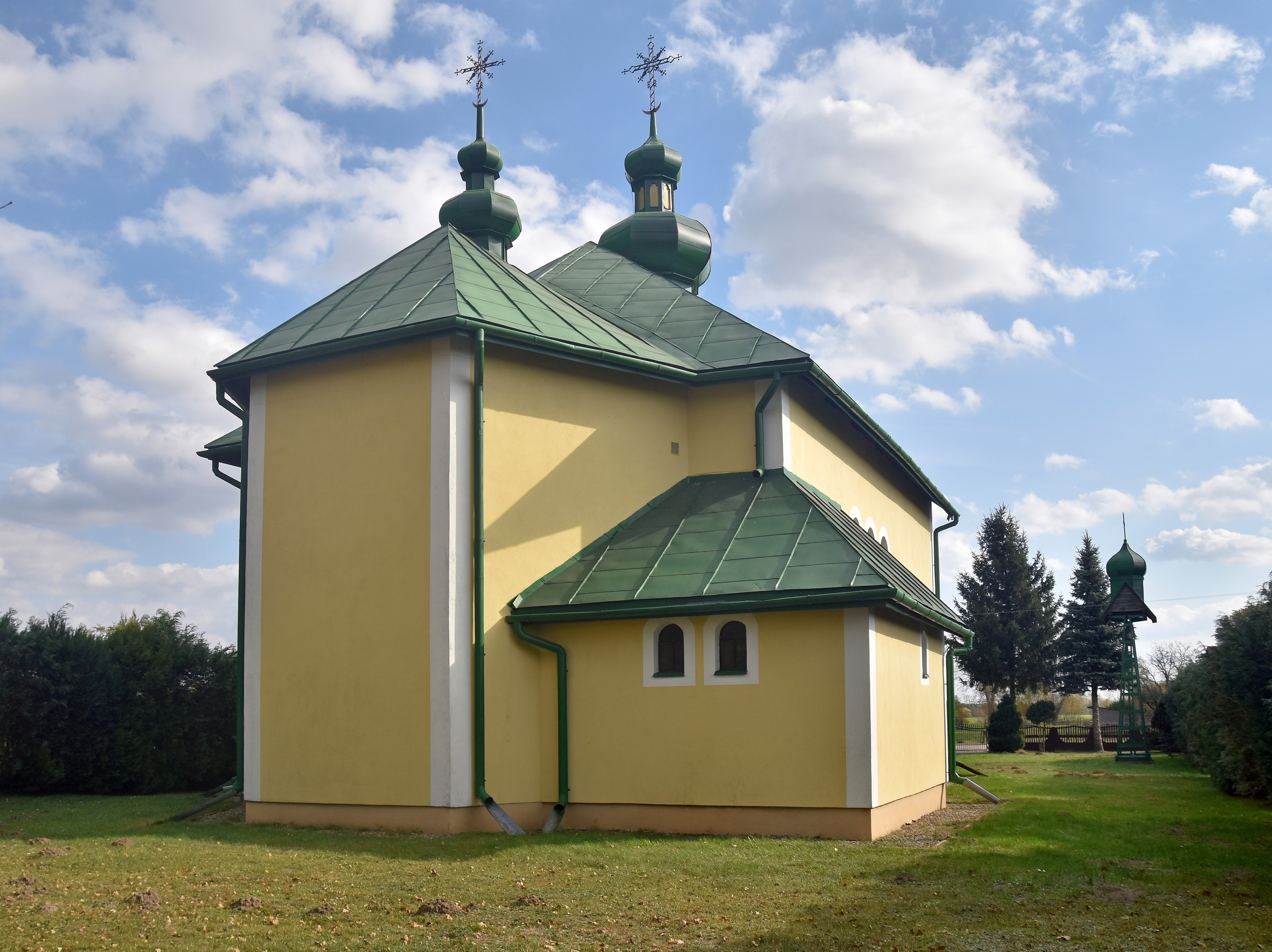
Widok od strony prezbiterium
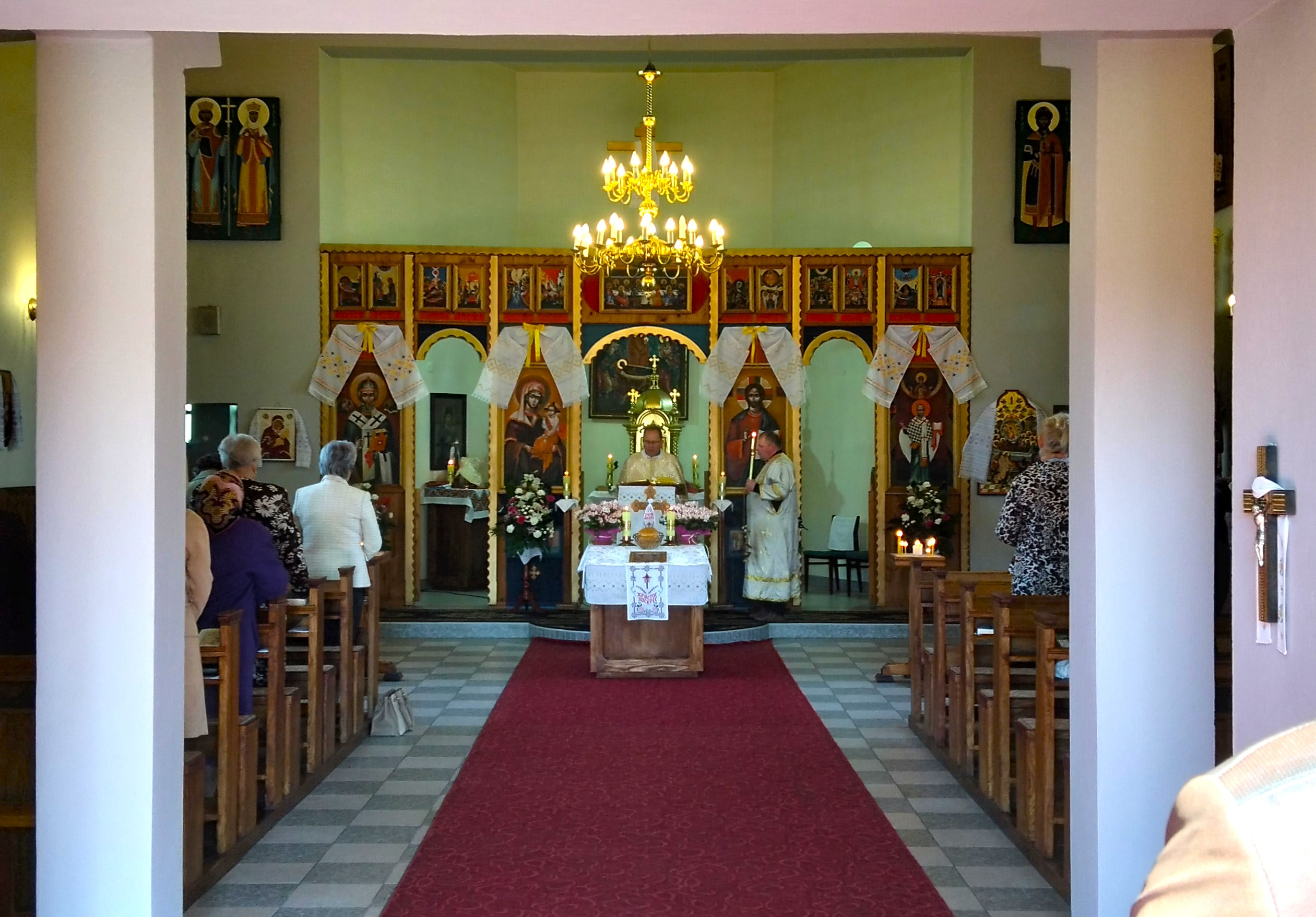
Wnętrze i ikonostas

## Architektura i wyposażenie
Świątynia murowana, trójdzielna. Prezbiterium zamknięte trójbocznie z dobudowaną zakrystią. Nawa szersza i wyższa. Dachy wielopołaciowe pokryte blachą, zwieńczone nad prezbiterium, nawą i babińcem wieżyczkami z latarniami i baniastymi hełmami. W elewacji frontowej znajduje się płycina z ikoną.
Wewnątrz znajduje się ikonostas przeniesiony tu w 1999 z cerkwi Przeniesienia Relikwii św. Mikołaja w Olchowcu, autorstwa Andrzeja Stefanowskiego z Zielonej Góry, który powstał w 1989.